# Peter Piller
Peter Piller (* 5. Januar 1968 in  Fritzlar) ist ein zeitgenössischer deutscher Künstler. Neben eigenen Zeichnungen und Fotografien ist vor allem sein Archiv Peter Piller, dessen Bilder er in thematischen Serien zusammenstellt, kennzeichnend für sein künstlerisches Schaffen.

## Werdegang
Peter Piller lebte in Fritzlar, Kassel, Idar-Oberstein und Würzburg.
Er studierte zunächst Geographie, Germanistik und Kunstpädagogik, bevor er sich 1993 an der Hochschule für bildende Künste Hamburg für das Fach „Freie Kunst“ einschrieb und dort 2000 sein Diplom erhielt.
Peter Piller legt Foto-Archive an und sortiert sie nach Gestaltungselementen und inhaltlichen Übereinstimmungen. Sein Archiv gründet sich auf einer Sammlung von ca. 6000 Zeitungsfotos. 2002 erhielt er 12.000 Aufnahmen aus einem Luftbildarchiv. Sie wurden in den 1970er Jahren von einem Unternehmen produziert, um sie an der Haustür den Eigentümern der abgebildeten Wohnobjekte zu verkaufen. Erweitert werden die Sammlungen durch historische Postkarten,  Zeitungsbilder und Internetfunde. Zudem unternimmt er Wanderungen und macht sich dazu Notizen. So hat er ausgiebige Wanderungen 2005 im Ruhrgebiet und Hamburg unternommen und fotografisch verarbeitet.
Aus den Archiven entstanden mehrere thematische Zusammenstellungen. Die Bilderserien tragen kurze prägnante Titel wie zum Beispiel „Schlafende Häuser“ oder „Schießende Mädchen“. Die Serien wurden mehrfach ausgestellt und anschließend in Bildbänden veröffentlicht.
Er ist Mitglied der Jury für den Vonovia Award für Fotografie.
Peter Piller lebt in Hamburg.

## Lehrtätigkeit
An der Hochschule für bildende Künste Hamburg hatte Peter Piller 2005 eine Gastprofessur. Von 2006 bis 2018 war er Professor für Fotografie im Feld zeitgenössischer Kunst an der Hochschule für Grafik und Buchkunst Leipzig. Seit Oktober 2018 leitet er die Klasse für Freie Kunst an der Kunstakademie Düsseldorf.

## Einzelausstellungen (Auswahl)
- 2001 Zeitungen, KX Hamburg
- 2001 Regionales Leuchten, mini/Galerie im HundertMeister, Duisburg
- 2003 gültig, Bonner Kunstverein, Bonn
- 2004 Vorzüge der Absichtslosigkeit, Museum für Gegenwartskunst Siegen
- 2005 Archiev Peter Piller, Witte de With – Center for Contemporary Art, Rotterdam
- 2006 Ungeklärte Fälle, Kunstfonds, Bonn
- 2006 Dauerhaftigkeit, Frehrking Wiesehöfer, Köln
- 2006 Arrows, Galeria projectesd, Barcelona
- 2007 Schießende Mädchen, Ludwig Forum Aachen
- 2007 Archive Peter Piller, Andrew Kreps Gallery, New York
- 2007 Aesthetics and Boredom, Kunsthaus Glarus, Schweiz
- 2007 Vom Rand einer ehemaligen Hauptstadt und vom Zentrum einer Provinz, Barbara Wien, Berlin
- 2007 Archiv Peter Piller, Salzburger Kunstverein
- 2008 MO Schaufenster # 08: Peter Piller nimmt Schaden, Museum Ostwall im Dortmunder U, Dortmund
- 2015 Belegkontrolle, Städtische Galerie Nordhorn
- 2017 behind time, Barbara Wien Galerie Berlin
- 2024 Archiv Peter Pillar: Transferfenster, Schalke-Museum im Kunstmuseum Gelsenkirchen

## Bildbände (Auswahl)
- Christoph Keller (Hrsg.): Bedeutungsflächen (Da ist es). Revolver, Frankfurt am Main 2006, ISBN 3-86588-280-3.
- Christoph Keller (Hrsg.): Von Erde schöner. Revolver, Frankfurt am Main 2004, ISBN 3-937577-99-8.
- Unangenehme Nachbarn. Archiv Peter Piller. Revolver, Frankfurt am Main 2004, ISBN 3-937577-13-0.
- Christoph Keller (Hrsg.): Auto berühren. Archiv Peter Piller Band 8, Revolver, Frankfurt am Main 2004, ISBN 3-936919-86-0.
- Christoph Keller (Hrsg.): Durchsucht und versiegelt. Tatorthäuser, Archiv Peter Piller Band 1. Revolver, Frankfurt am Main 2002, ISBN 3-934823-43-2.
- Peter Piller: nimmt Schaden, JRP Ringier, Zürich 2007, ISBN 978-3-905829-12-9.
- Peter Piller: Zeitung, JRP Ringier, Zürich 2008, ISBN 978-3-905829-10-5.

## Auszeichnungen
- 2003 Kunstpreis junger westen
- 2003 Albert Renger-Patzsch-Preis
- 2004 Förderpreis zum Rubenspreis  der Stadt Siegen
- 2004 ars-viva-Preis für Bildende Kunst des Kulturkreises der deutschen Wirtschaft
- 2006 Baloise Kunst-Preis
- 2011 Edwin-Scharff-Preis